# Какава
Какава e пролетен празник на циганите; международен фестивал, провеждан в Турция.

## История
Произходът на празника Какава е от Египет и Близкия Изток. По убеждение на циганите, Какава символзира поредицата чудотворни събития, случили се в Древен Египет с християнското коптско население.
Събитията общо касаят изхода на угнетените хора от Египет. Движещата се зад тях армия на фараона се удавя в морето. В памет на тези събития, всяка година на 6 май, хората отиват до брега на една река и организират там празник.

## Какава в Турция
В западните градове на Турция – Одрин и Лозенград, Какава се чества всяка година като празник на началото на пролетта. В Одрин празникът в днешно време е приел формата на Международен фестивал, който се поддържа от областния управител и кмета на града. Официалната част на фестивала се провежда в Сараичи. Тук се провежда турнир по борба. По време на празника се палят огньове, хора скачат над тях, свири музика, играят се танци. Официалната част приключва с угощение с пилаф за до 5000 гости и домакини на фестивала. Празникът продължава и на сутринта на следващия ден, на брега на река Тунджа.